# Історія освоєння мінеральних ресурсів Мексики

Історія освоєння мінеральних ресурсів Мексики
Корінні народи Мексики здавна добували золото, срібло, олов'яну, свинцеву руди, кіновар, вохру, пірит. Здебільшого це були розсипні чи жильні поклади, що виходили на поверхню. Індіанцям був відомий вогневий спосіб руйнування порід. Значних розмірів в державі ацтеків досягла розробка будівельного каменю для культових споруд (піраміди, зикурати) та будування житла (зокрема в столиці — Теночтітлані.).
З приходом y XVI ст. іспанців Мексика стала другим (після Перу) виробником срібла в Новому Світі. Перший іспанський рудник срібла тут було споруджено в 1525 р. (територія сучасного штату Халіско). У 1591 р. відкрито найбільше родовище срібних руд Сан-Луїс-Потосі. В значних масштабах велася також розробка покладів золота, мідних, олов'яних, свинцевих, ртутних руд, залізняку, кам'яної солі, селітри, сірки. З 1557 р. розповсюджується процес амальгамації срібла і золота з руд. У 1552 р. в Серро-де-Меркадо (нині шт. Дуранго) почали видобувати залізні руди.
Формально рудники належали іспанській короні, але фактично експлуатувалися приватними підприємцями, часто відкривачами родовищ за сплату 20 % видобутку державі (з 1768 р. — 10 %). В останній третині XVIII ст. створена Гірнича гільдія (Cuerpo de Mineria), розроблений Гірничорудний кодекс (Ordenanzas de Mineria). У 1792 р. в Мехіко відкрили Королівську гірничу школу (Colegio de Mineria). На той час в Європі існувало тільки 6 вищих гірничих шкіл, перша з яких відкрилася лише в 1763 р. (Банська Штявниця в Словаччині). Це свідчить про значущість і масштаби тогочасного мексиканського гірництва. Показово, що наприкінці XVIII ст. в країні добували в 10 раз більше срібла, ніж у всій Європі, експорт металу з Веракруса становив 2/3 світового видобутку.
У XIX ст. у гірничу галузь залучено іноземний (здебільшого англійський) капітал, видобуток золота і срібла збільшено, хоча шахти залишалися примітивними (без ефективного освітлення, провітрювання, водовідливу). У 1880—1900 рр. випуск продукції гірничодобувної промисловості зріс у 3 рази (руд міді і свинцю — в 4 рази). Це було зумовлено заохочуючими кроками уряду, зокрема власникам землі була дозволена експлуатація надр, на 10 років був скасований податок на видобуток мінералів. Ще вищі результати були досягнуті в нафтовидобутку: за перші 10 років XX ст. Мексика вийшла на друге місце у світі з видобутку нафти (після США). У 20-і рр. XX ст. була здійснена часткова націоналізація гірничої галузі. Були відкриті і почали розроблятися кам'яновугільні і залізорудні родовища. 1967 року відкрито нафтове родовище Аренке. Після 2-ї світової війни у гірничодобувній промисловості почався процес витіснення іноземного капіталу (у 80-х роках частка держави становила близько 40 %).

У кінці XX ст. Мексика займала одне з провідних місць у світі з видобутку нафти, срібла, флюориту, графіту, руд бісмуту, стибію, ртуті, арсену, сірки, свинцю, цинку, кадмію. У загальній вартості продукції гірничодобувної промисловості 75 % припадає на рудні корисні копалини і 25 % — на нерудні. В Гірничій палаті Мексики зареєстровано близько 220 гірничодобувних компаній. Провідне місце — за компаніями-холдингами, найбільші з яких «Industrias Penoles», «Industrial Minera Mexico», група «Frisco», «Industrias Luismin», «Lacana Mines Ressourses», «Avino Mines Ressourses», «Placer Development», «Anaconda» та ін.
На початку XXI ст. видобувна галузь має позитивну динаміку. У грошовому вимірі експорт мінеральних продуктів Мексики в 2001 р. склав US$1.97 млрд, імпорт — US$1.58 млрд, позитивний баланс на мінеральних продуктах — US$389 млн.
Підготовку кадрів гірничо-геологічного профілю здійснюють в Королівській гірничій школі в Мехіко (1792 р.) та в Мексиканському інституті нафти (1965 р.).